# Primeira Batalha de Zumar
Primeira Batalha de Zumar foi travada entre o Estado Islâmico do Iraque e do Levante e as tropas dos Peshmergas curdos pela cidade de Zumar, na província de Ninawa, no norte do Iraque. Teve inicio quando o Estado Islâmico lançou uma ofensiva na cidade, entre 1 a 4 de agosto de 2014, resultando na sua captura. Posteriormente, em 25 de outubro, após os ataques aéreos estadunidenses, as tropas curdas conseguiram recapturar a cidade, após uma tentativa frustrada de mantê-la em setembro.

## Desenvolvimento
Em 1 de agosto de 2014, os jihadistas do Estado Islâmico atacaram posições curdas em torno da cidade de Zumar, perto de Mossul, lançando uma incursão a uma instalação petrolífera e a uma represa controlada pelos peshmergas curdos do Governo Regional do Curdistão. Para os jihadistas, a tomada da represa é de grande importância porque permitiria que fornecessem eletricidade a Mossul. No primeiro dia de combates, os peshmergas têm vantagem e repelem os jihadistas.
As baixas são de catorze mortos do lado dos peshmergas, de acordo com declarações de um alto oficial curdo e um líder da União Patriótica do Curdistão. Este último acrescenta que as baixas dos jihadistas são cem mortos e 38 prisioneiros.
Os curdos então entram na cidade de Zumar, mas terão que se retirar para permitir que o exército iraquiano bombardeie as posições do Estado Islâmico.
Mas no dia seguinte, os combatentes do Estado Islâmico contra-atacam e assumem o controle da cidade depois de lutar contra os peshmergas. O campo petrolífero de Aïn Zalah também cai para o controle dos jihadistas. 